# División de Honor de bádminton 2009-10
La temporada 2009-10 fue la 24.ª edición de la División de Honor de bádminton en España, máxima categoría de este deporte en el país. Fue organizada por la Federación Española de Bádminton. La disputaron 12 equipos distribuidos en dos grupos. La temporada regular comenzó el 12 de septiembre de 2009 y finalizó el 23 de enero de 2010. El campeón fue el Soderinsa Rinconada, que se adjudicó su décimo título de liga.

## Equipos participantes
| Equipo                       | Ciudad            | Recinto                           |
| ---------------------------- | ----------------- | --------------------------------- |
| CB IES La Orden              | Huelva            | Polideportivo Diego Lobato        |
| Club Bádminton Rinconada     | La Rinconada      | Pabellón Fernando Martín          |
| Ibiza Bádminton Club         | Ibiza             | Polideportivo Insular Blancadona  |
| Club Badminton Pitiús        | Ibiza             | Polideportivo Insular Blancadona  |
| Club Bádminton Benalmádena   | Benalmádena       | Polideportivo Arroyo de la Miel   |
| Club Bádminton Alicante      | Alicante          | Pabellón Pedro Ferrándiz          |
| Xátiva-Valencia, Terra i Mar | Játiva            | Polideportivo Municipal de Játiva |
| Torrejón Saglas              | Torrejón de Ardoz | Polideportivo Jorge Garbajosa     |
| Alfa Romeo Huesca            | Huesca            | Pabellón Juan XXIII               |
| Club Bádminton Oviedo        | Arjonilla         | Pabellón Corredoria Arena         |
| Club Bádminton Veleta        | Granada           | Pabellón de Bola de Oro           |
| Club Bádminton Jorge Guillen | Málaga            | Polideportivo Carranque           |

## Clasificación

### Grupo A
| N. | Equipo              | Puntos | Jugados | Victorias | Empates | Perdidos | Partidos | Juegos | Puntos    |
| -- | ------------------- | ------ | ------- | --------- | ------- | -------- | -------- | ------ | --------- |
| 1  | Soderinsa Rinconada | 27     | 10      | 9         | 0       | 1        | 58-12    | 121-29 | 2927-2058 |
| 2  | Alfa Romeo Huesca   | 24     | 10      | 8         | 0       | 2        | 46-24    | 97-58  | 2834-2622 |
| 3  | Ibiza BC            | 18     | 10      | 6         | 0       | 4        | 36-34    | 81-82  | 2888-2825 |
| 4  | C.B. Alicante       | 9      | 10      | 3         | 0       | 7        | 30-40    | 67-91  | 2607-2924 |
| 5  | C.B. Veleta         | 6      | 10      | 2         | 0       | 8        | 20-50    | 55-106 | 2671-3049 |
| 6  | C.B. Jorge Guillen  | 6      | 10      | 2         | 0       | 8        | 20-50    | 49-104 | 2443-2892 |

### Grupo B
| N. | Equipo                              | Puntos | Jugados | Victorias | Empates | Perdidos | Partidos | Juegos | Puntos    |
| -- | ----------------------------------- | ------ | ------- | --------- | ------- | -------- | -------- | ------ | --------- |
| 1  | C.B. IES La Orden                   | 30     | 10      | 10        | 0       | 0        | 55-15    | 115-39 | 3020-2195 |
| 2  | C.B. Torrejón Saglas Paracuellos    | 24     | 10      | 8         | 0       | 2        | 57-13    | 122-36 | 3100-2309 |
| 3  | C.B. Benalmadena                    | 15     | 10      | 5         | 0       | 5        | 27-43    | 67-95  | 2775-2942 |
| 4  | C.B. Xativa, Valencia Terra i Mar-A | 12     | 10      | 4         | 0       | 6        | 29-41    | 64-88  | 2468-2767 |
| 5  | C.B. Pitius                         | 6      | 10      | 2         | 0       | 8        | 21-49    | 53-106 | 2463-3046 |
| 6  | C.B. Oviedo                         | 3      | 10      | 1         | 0       | 9        | 21-49    | 49-106 | 2398-2965 |